# Runkolinja 200
La ligne 200 (finnois : Runkolinja 200) est une ligne de bus à haut niveau de service du réseau des bus de la région d'Helsinki en Finlande.
La ligne 200 est entrée en service le 10 août 2020.

## Parcours
La Runkolinja 200 circule d'Elielinaukio, jusqu'à Leppävaara et Espoon keskus .
Son parcours passe par Elielinaukio–Töölö–Ruskeasuo–Huopalahti–Pitäjänmäki–Mäkkylä–Leppävaara–Karakallio–Hôpital de Jorvi–Espoon keskus.
La ligne remplace les lignes  217, 218, 226 et 235, la fréquence sera d'un bus toutes les 10 minutes du matin au soir

## Mission
La ligne deviendra la liaison de bus la plus importante et la plus fiable d'Espoo. 
On espère que la ligne réduira les embouteillages, notamment sur la Turuntie